# کومبویوس دی پرتغال
کومبویوس دی پرتغال (انگلیسی: Comboios de Portugal) شرکت دولتی ترابری ریلی پرتغالی است، که در سال ۱۸۵۶ تأسیس شد.